# ウォルター・オーガスタス・デ・ハヴィランド
ウォルター・オーガスタス・デ・ハヴィランド（Walter Augustus de Havilland、1872年8月31日 - 1968年5月20日）は、イギリス出身の教育者、弁理士である。

## 人物
ケンブリッジ大学を卒業後に来日し、函館や神戸で英語を教えた後、第四高等学校、東京高等師範学校の教員となる。その間、生徒にサッカーも教えた。教員辞職後、東京で特許事務所を営む。また、高いレベルで囲碁を打った最初の西洋人の一人であり、囲碁に関する本を書いた。
最初の妻リリアン・ルースとの娘に有名な映画女優のオリヴィア・デ・ハヴィランドとジョーン・フォンテインがいる。また、デ・ハヴィランド・エアクラフトの創業者、ジョフリー・デ・ハヴィランドは甥（腹違いの兄弟の子）である。

## 経歴
1872年、ロンドン南方のルイシャムで、ガーンジー島の地主一家出身の牧師チャールズ・リチャード・デ・ハヴィランド（Charles Richard de Havilland。1823年-1901年）と、海軍大尉ジョン・モールズワース（John Molesworth）の娘で第8代モールズワース子爵の姉であるマーガレット・レティシア（Margaret Letitia。1910年没）の、10人兄弟の末子として生まれる。
ハーロー校とガーンジー島のエリザベス・カレッジで学んだ後、ケンブリッジ大学に入学。アイエルスト・ホステルに住み、1890年から1893年まで神学と古典学を学んだ。1893年に学士、1902年に学術修士を取得した。1893年にはケンブリッジ・オックスフォード大学競艇定期戦に出場し優勝、ケンブリッジ・オールを受賞した。
その頃、日本に渡っていた兄ジョージ・メイトランド（George Maitland de Havilland）を追い、1893年（明治26年）ウォルターも来日する。日本に着くとすぐに函館へ行き、函館聖ヨハネ教会の宣教師ウォルター・アンドリュースのもとに寄留し、子弟に英語を教える。また、函館公園などでクリケットやサッカーを教えた。1896年（明治29年）に神戸にある聖公会系の乾行義塾に転任。1898年（明治31年）4月から金沢の第四高等学校の教員を勤める。金沢で6年過ごした後、1904年（明治37年）9月、東京高等師範学校の教員となる。サッカーも指導し、横浜の外人チームなどと試合を行った。このとき、ウォルターは「本校に来て初めて日本における本格的フットボールを見た」と語っており、通説ではこれが日本における組織的サッカーの始まりとされている。1906年（明治39年）に東京高等師範学校を退職、東京で特許事務所を開業する。
日本びいきのウォルターはトランプやチェスを得意としていたが、囲碁にも興味を持ち、方円社に通い、瀬越憲作などと碁を打った。1910年には「The ABC of Go; the National War-Game of Japan」という囲碁を紹介する本をKelly & Walsh社から出版している。
東京で早稲田大学教授アーネスト・ルース（Ernest Percy Ruse）の妹で音楽教師のリリアンと出会い、すぐにプロポーズするが断られる。そしてリリアンは1911年に演劇を学ぶためイギリスに帰国した。第一次世界大戦が始まると、ウォルターは帰国し従軍を希望したが42歳と高齢のため断られる。再びリリアンにプロポーズし、1914年11月にニューヨークで結婚し日本へ戻った。結婚の2年後にオリビア、その翌年にジョーンが生まれた。リリアンは、東京アマチュア・ドラマチック倶楽部（Tokyo International Players）に所属し、1918年に『キスメット』（Kismet）の主演を飾った。この公演は来日していたコーンウォール公が観覧し、賞賛を浴びたという。ウォルターは妻のほか愛人（geisha servant）を持ちたいと思っており、彼らの結婚は最初からうまくいっておらず、リリアンはウォルターを背が高くハンサムだが、「神のように話し、悪魔のように振る舞う」ひどい男と評していた。オリビアによれば、1918年の夏の軽井沢にはじまる一件が両親の運命を決定づけたとしている（オリヴィア・デ・ハヴィランド#前半生を参照）。
病気がちの娘たちのため一家は日本を去ることにし、イタリアに向かうため1919年にサンフランシスコへ渡ったが、ウォルターは妻子を残して一週間で日本へ戻った。そして裁判を経て、1925年2月に正式にリリアンと離婚した。
1927年8月にウォルターの不倫相手の家政婦、マツクラ・ユキ（Yuki Matsu-Kura）と再婚。1932年から1934年には来日した娘ジョーンと暮らした。
1940年もしくは1941年に日本を去り、カナダ・ブリティッシュコロンビア州に移住。1958年にユキが死亡した後、1960年にローズマリー・ビートン・コナー（Rosemary Beaton Connor）と結婚し、1968年に死去。遺灰は家族によりイギリス海峡に撒かれた。

## 著作
- Short stories for composition and conversation （1905年）[24]
- ナショナル第三讀本註釋 （1906年）[25]
- The ABC of Go; : the national war-game of Japan （1910年） [26]